# Terminal de Oriente

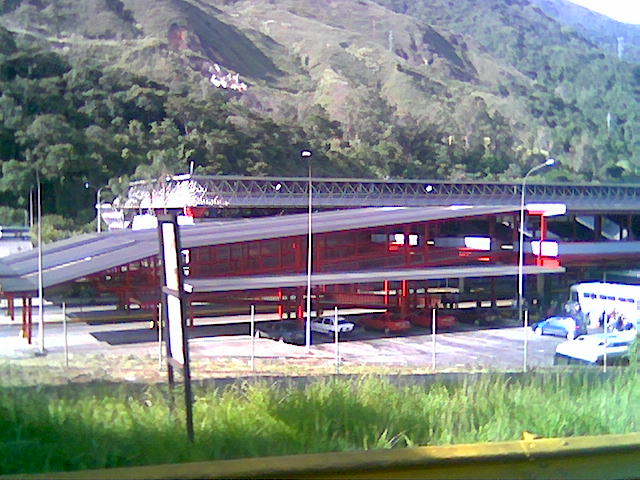

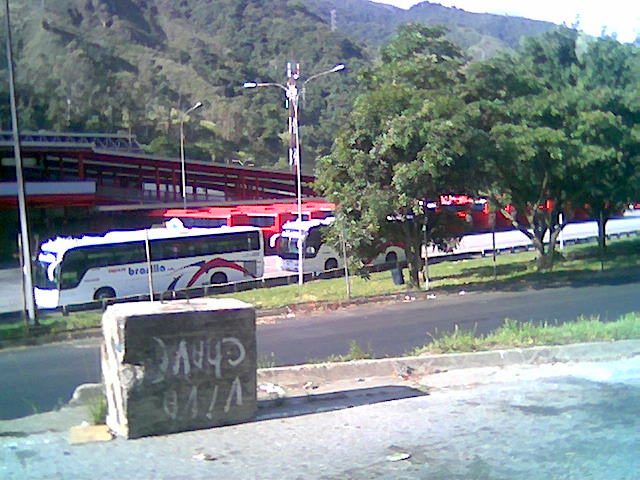
Terminal de Oriente

El Terminal de Oriente Antonio José de Sucre, también conocido por las siglas TDO, es un terminal de autobuses de Caracas, Venezuela ubicado en el límite este de esa ciudad en el kilómetro 1 de la Autopista Caracas-Guarenas. Las rutas de las líneas de autobuses que operan en el terminal tienen como destinos la zona oriental y sur de ese país, así como a Colombia.
El terminal fue inaugurado en 1993 por el entonces alcalde del Municipio Sucre, Enrique Mendoza. Desde entonces la forma de administrar el terminal ha sido por medio de la concesión que autoriza la Alcaldía de Sucre. El promedio por temporada de movilización de usuarios es de 80.000 pasajeros, pero en el mes de diciembre supera los 150.000.

## Líneas
Líneas privadas
A finales de 2008 operaban 21 líneas privadas con poco más de 150 unidades, 19 líneas con rutas nacionales y las otras dos con destinos hacia Santa Marta, Cartagena y Barranquilla en Colombia. Entre las líneas con mayor número de unidades se encuentran, Aerobuses Venezuela, Cruceros Oriente Sur, Expreso Brasilia, Expresos del Mar, Expresos Los Llanos, Expreso Occidente, Expresos Sol y Mar, Responsables de Venezuela y Sol de Oriente.
Líneas públicas
Además de las líneas privadas de autobuses, en el Terminal de Oriente también operan desde 2007 las empresas estatales y estadales Sistema Integral de Transporte Superficial Sociedad Anónima (SITSSA) que cubre además de las rutas de oriente las de occidente con unas 100 unidades; mientras que la segunda, la Fundación de Transporte de Miranda (Funtramir) se encarga de los destinos regionales dentro del Estado Miranda, principalmente hacia Barlovento.